# 滕尚华
滕尚华（英語：Shang-Hua Teng，1964年—），南加州大学计算机科学教授，上海交大1985届电工系及计算机科学系双学士。

## 生平
2008年第一次获得哥德尔奖。2009年当选美国计算机协会会士（ACM fellow），2009年获得由数学规划学会与美国数学学会颁发的富尔克森奖。2015年再次荣膺哥德尔奖，获奖系列论文是近线性时间拉普拉斯求解器。哥德尔奖是理论计算机科学的世界权威奖项。